# Незвичайне полювання
Незвичайне полювання (азерб. Qeyri-adi ov) — радянська короткометражна кінодрама 1976 року, знята на кіностудії «Азербайджанфільм».

## Сюжет
Фільм розповідає про питання охорони природи і повернення інтелігенції з міста в село. Цей фільм — дипломна робота режисера-постановника Абдула Махмудова.

## У ролях
- Расім Балаєв — вчитель
- Мамедрза Шейхзаманов — сільський аксакал
- Нурія Ахмедова — студентка
- Ірада Кулієва — дівчина

## Знімальна група
- Автор сценарію: Октай Оруджов
- Режисер-постановник: Абдул Махмудов
- Оператор-постановник: Фікрет Аскеров
- Художник-постановник: Фікрет Ахадов
- Композитор: Емін Сабітоглу
- Звукооператор: Володимир Савін
- Помічник режисера: Юсіф Алізаде